# Врбов
Врбов (слч. Vrbov) насељено је мјесто са административним статусом сеоске општине (слч. obec) у округу Кежмарок, у Прешовском крају, Словачка Република.

## Становништво
| Година:    | 1994. | 2004.   | 2014.    | 2024.   |
| ---------- | ----- | ------- | -------- | ------- |
| Број људи: | 1165  | 1224    | 1455     | 1525    |
| Разлика:   |       | +5,06 % | +18,87 % | +4,81 % |

| Година:    | 2023. | 2024.   |
| ---------- | ----- | ------- |
| Број људи: | 1532  | 1525    |
| Разлика:   |       | -0,45 % |

Према подацима о броју становника из 2011. године насеље је имало 1.395 становника.